# Eduardo Casanova (arqueólogo)
Eduardo Casanova (Madrid, 21 de enero de 1902 - 1977) fue un profesor y arqueólogo español nacionalizado argentino, que se especializó en la arqueología del noroeste argentino.

## Biografía

### Investigaciones
En 1930 presentó su tesis doctoral cuyo título fue “Hallazgos arqueológicos en el cementerio indígena de Huiliche, Departamento de Belén, Provincia de Catamarca”. Lo interesante de la misma es que éste sería su primer y único trabajo arqueológico fuera de Jujuy, ya que Eduardo Casanova realizó gran parte de sus investigaciones en la quebrada de Humahuaca, donde trabajó por más de veinte años, continuando los trabajos que habían desarrollado sus antecesores Juan Ambrosetti y Salvador Debenedetti. Las primeras publicaciones de Casanova son de la década de 1930 sobre la región de Iruya. También realizó investigaciones en la región de La Cueva, Titiconte, Coctaca, Huichairas, La Isla, Hornillos y Angosto Chico. Estas las realizó por cuenta del Museo de Ciencias Naturales de Buenos Aires, del cual fue Jefe de la Sección de Arqueología. A partir de estos estudios publicaría algunos trabajos de síntesis de la arqueología de la Quebrada de Humahuaca, donde presenta la región como el área de dispersión de una cultura homogénea, que irrumpe como si ya viniera formada desde fuera, y que dejara sus ruinas en los "pueblos viejos" y en los pucaras.

### Actividad docente
Fue profesor en los niveles medio y superior en distintas instituciones, como la Facultad de Filosofía y Letras de la Universidad de Buenos Aires, en donde llegó a ser Director de la sección arqueología y director del Instituto de dicha Universidad. Incluso, fue Decano sustituto entre los años 1966 y 1968. A su vez, en 1959 se integró a la Facultad de Historia y Letras de la Universidad del Salvador, donde llegó a ser profesor emérito en 1968.

### Actividad académica y profesional
Fue uno de los miembros fundadores de la Sociedad Argentina de Antropología (SAA) en el año 1936, en la cual se desempeñó como primer secretario. Al año siguiente continuaría como vicepresidente. A su vez, fue el editor del volumen III de la revista Relaciones de la Sociedad Argentina de Antropología del año 1942.
Fue el primer director del Instituto de Arqueología de la Facultad de Historia y Letras de la Universidad del Salvador, que fuera fundado el 5 de agosto de 1964. Allí desempeñará un rol de importancia hasta su retiro en el año 1970. También fue el primer director del Boletín de la Asociación de Amigos del Instituto de Arqueología, llamada Antiquitas, revista que comenzó a publicarse al año siguiente, y que cumplía con dar difusión de las actividades e investigaciones que se realizan en dicho instituto. Siendo profesor de esta universidad, dirigió las primeras expediciones que realizaron a la provincia de Jujuy.
Eduardo Casanova es considerado como uno de los investigadores que contribuyeron a la consolidación universitaria de la disciplina arqueológica, junto con figuras tales como Salvador Debenedetti, Antonio Serrano, Fernando Márquez Miranda, Odilia Bregante, y Milcíades Alejo Vignati, por solo nombrar profesionales que actuaron en Jujuy.
Fue el director desde el año 1968 hasta su fallecimiento en 1977 del Museo del Pucará de Tilcara, el cual depende de la Facultad de Filosofía y Letras de la UBA.

## Homenajes
El Museo Arqueológico "Dr. Eduardo Casanova" ubicado en Tilcara, dentro del sitio arqueológico del Pukara de Tilcara lleva su nombre en honor a quien fuera su primer director. Cuenta con 7 salas de exposición tradicional y otras 3 temporarias, para que el visitante interactúe con la muestra y dialogue con los guías e investigadores. En la actualidad es una importante atracción turística, más aún desde que la Quebrada de Humahuaca fue declarada parte del Patrimonio Mundial de la Humanidad.
También existe una escuela primaria y secundaria en la ciudad de Tilcara que lleva el nombre "Dr. Eduardo Casanova".